# Наумкин, Иван Васильевич
Ива́н Васи́льевич Нау́мкин (1912—1980) — капитан Советской Армии, участник Великой Отечественной войны, Герой Советского Союза (1943), указ о награждении был отменён.

## Биография
Иван Наумкин родился 26 сентября 1912 года в селе Безруково (ныне — Каменский район Пензенской области) в крестьянской семье. В 1927 году окончил семь классов школы, после чего работал счетоводом в сельпо и совхозе.
В 1934 году Наумкин был призван на службу в Рабоче-крестьянскую Красную Армию, проходил службу до 1936 года, служил в должности помощника командира взвода 3-й механизированной дивизии Белорусского военного округа. После демобилизации вернулся на родину, окончил курсы бухгалтеров, после чего работал бухгалтером в Каменском торговом районном союзе. В апреле 1938 года Наумкин окончил курсы усовершенствования комсостава в Москве и получил звание младшего лейтенанта. С июня 1940 года Наумкин был секретарём Каменского райотдела НКВД.
15 ноября 1941 года Наумкин был повторно призван в Красную Армию. В мае 1942 года он окончил военно-политическое училище в Сталинграде, после чего находился на фронтах Великой Отечественной войны. В мае-сентябре 1942 года был военкомом роты 60-го отдельного учебно пулемётно-артиллерийского батальона 305-й стрелковой дивизии Воронежского фронта, в июле-октябре 1943 года он занимал должность заместителя командира батальона по политической части 957-го стрелкового полка 309-й стрелковой дивизии 1-го Украинского фронта. 12 марта 1943 года был контужен. В октябре 1943 года Наумкин был переведён в резерв 1-го Украинского фронта, но уже в ноябре был назначен командиром батальона 136-го гвардейского стрелкового полка 42-й гвардейской дивизии 2-го Украинского фронта.
Принимал участие в боях за Воронеж, битве на Курской дуге, освобождении левобережной Украины, битве за Днепр, Корсунь-Шевченковской, Уманско-Ботошанской и Проскуровско-Черновицкой операциях. В апреле 1944 года вступил в ВКП(б). Отличился во время битвы за Днепр.
В ночь на 22 сентября 1943 года старший лейтенант Наумкин во главе штурмовой группы своего батальона переправился через Днепр в районе хутора Монастырёк (ныне — в составе посёлка Ржищев Кагарлыкского района Киевской области). Там он принимал участие в захвате плацдарма и отражении пяти вражеских контратак. Лично уничтожил в рукопашной схватке несколько солдат противника. В ночь на 23 сентября командир его батальона послал Наумкина на левый берег с боевым донесением ввиду отсутствия связи (впоследствии этот факт был расценен вышестоящим командованием как несовершение подвига).
23 октября 1943 года Указом Президиума Верховного Совета СССР за «образцовое выполнение боевых заданий командования на фронте борьбы с немецко-фашистскими захватчиками и проявленные при этом мужество и героизм» старший лейтенант Иван Наумкин был удостоен высокого звания Героя Советского Союза с вручением ордена Ленина и медали «Золотая Звезда» за номером 2256. (Наградной лист был оформлен лишь 31 октября 1943 года, что напрямую свидетельствует о случайном присвоении звания Героя Советского Союза).
19 августа 1944 года Наумкину награды были вручены.
20 июня 1944 года по войскам 1-го Украинского фронта был издан приказ № 1070 «О незаслуженном представлении к званию Героя Советского Союза капитана Токарева и старшего лейтенанта Наумкина». По итогам проведенного расследования в Президиум Верховного Совета СССР ушло ходатайство о лишении этих офицеров звания Героя Советского Союза.
11 сентября 1944 года Указ Президиума Верховного Совета СССР от 23 октября 1943 года в части присвоения звания Героя Советского Союза Наумкину Ивану Васильевичу был отменён «в связи с необоснованным представлением».
В августе 1944 года — апреле 1945 года Наумкин был слушателем на курсах «Выстрел» в Солнечногорске. В апреле 1945 года он был назначен командиром стрелкового батальона 17-го гвардейского воздушно-десантного полка 6-й гвардейской воздушно-десантной дивизии 7-й гвардейской армии 2-го Украинского фронта. Принимал участие в боях за освобождение Венгрии, Австрии и Чехословакии. Был награждён орденом Красной Звезды.
В октябре 1945 года Наумкин был направлен на курсы усовершенствования офицерского состава Восточно-Сибирского военного округа. В марте 1946 года он был уволен в запас. Первоначально работал старшим бухгалтером в Каменском военторге, затем, в 1947—1950 годах — инструктором-ревизором Каменского райпотребсоюза, в 1950—1952 годах — кредитным инспектором Каменского отделения Госбанка СССР.
В декабре 1952 года Наумкин был в третий раз мобилизован в Советскую Армию. Проходил службу в Румынии в должности бухгалтера полевых касс в 33-й гвардейской механизированной дивизии, затем бухгалтером полевого учреждения Госбанка при 138-й истребительной авиационной дивизии. В 1953 году ему было присвоено звание капитана. В октябре 1955 года Наумкин был уволен в запас.
Проживал и работал в городе Каменка Пензенской области. Скончался 23 ноября 1980 года.